# Zeeland Open
Zeeland Open was een internationaal damtoernooi met twee invitatiegroepen en een open toernooi dat van 2000 tot en met 2010 jaarlijks in augustus in de Nederlandse provincie Zeeland werd gespeeld. Het eerste toernooi (in 2000) werd in 's-Gravenpolder gespeeld en de volgende toernooien in Goes. 
In 1995 en 1996 was er een gelijknamig schaaktoernooi, dat daarna werd voortgezet als Hogeschool Zeeland Schaaktoernooi.